# 卜佐治
卜佐治（1952年11月17日—），加拿大政治人物，1996年至2013年間以卑詩自由黨黨員身份擔任卑詩省議會舒斯瓦普選區議員，期間曾在省長金寶爾和簡蕙芝內閣中擔任衛生和教育廳長等職務，並曾於2011年競選卑詩自由黨黨魁。

## 背景
卜佐治生於卑詩省內陸恩德比，在舒斯瓦普地區的西卡穆斯成長。他一度修讀於奧卡拿根學院的萨蒙阿姆校園，後轉讀卑詩大學並從該校取得文學士學位。他其後到維多利亞大學進修政治學，曾於卑詩省議會當見習生，1978年從該校取得碩士學位，畢業後返回西卡穆斯協助營運家族莓果農場。他於1980年當選哥倫比亞—舒斯瓦普區域局委員，曾任該局主席，期間亦返回奧卡拿根學院萨蒙阿姆校園任職政治學講師。
他與妻子萊斯利（Lesley Abbott）育有三名子女。

## 省政
1996年卑詩省省選，卜佐治代表卑詩自由黨競逐省議會舒斯瓦普選區議席，以少於35%得票當選該區省議員。自由黨在野期間，他出任該黨的副議會領袖和城鎮事務及林木評議員。自由黨贏取2001年省選後上台執政，連任議員的卜佐治獲省長金寶爾任命為社區、原住民及婦女服務廳長。金寶爾於2004年1月改組內閣，卜佐治調任永續資源管理廳長。
卜佐治於2005年省選連任後改任衛生廳長，任內聯同卑詩醫學協會在該省引入電子醫療紀錄系統，並創設金額達一億元的醫療創新基金，向試點計畫提供款項以求縮減急診室和擇期手術輪候時間。他亦確立《加拿大衛生法》的五項原則為卑詩省法律，並加入可持續發展為第六項原則。
他於2009年省選連任議員，同年6月調任原住民關係及和解廳長，任內與原住民領袖協作確立薩利希海定義，恢復夏洛特王后群島原有的原住民名稱「海達瓜依」，並聯同聯邦政府與耶魯第一民族簽定最後協議。
自由黨省政府於同期引入合併銷售税後民望急跌，金寶爾遂於2010年10月改組內閣，卜佐治調任教育廳長。然而此舉無補於事，金寶爾面臨沉重壓力下於2010年11月初宣布下台。卜佐治於同月25日宣布競逐卑詩自由黨黨魁職務，並辭任教育廳長。他競選期間承諾將合併銷售税去留公投舉行日期從2011年9月24日提早至同年6月24日或之前，並提高最低工資。自由黨黨魁選舉於2011年2月26日舉行，卜佐治在第二輪投票中屈居第三，不敵馮宜幹和最終當選的簡蕙芝。
簡蕙芝於2011年3月就任省長後，委派卜佐治出任教育廳長。他於2012年8月宣布不會在翌年省選競逐連任，同年9月離任廳長，2013年5月省議員任期屆滿時卸任。

## 近期發展
卜佐治於2013年重回母校維多利亞大學進修博士，論文題材為聯邦政府和省政府之間權力分布對原住民政策的影響，並於該校講教有關卑詩省政治經濟的科目，2019年從該校取得博士學位。
他原定於2015年4月出任卑詩條約委員會首席專員；然而省長簡蕙芝表示希望改革省政府與省內原住民族國商討條約的進程，因此與其內閣否決該項任命。卜佐治於同年6月表示其卑詩自由黨黨籍過期失效後未有續期，指自己並非因單一理由而退黨。

## 外部連結
- （英文）卑詩省議會網站 卜佐治議員簡介 （页面存档备份，存于）